# Russell van Horn
William Russell van Horn (* 30. Juli 1885 in Pennsylvania; † 11. März 1970 in Wickenburg) war ein niederländischer Boxer.

## Karriere
Van Horn nahm 1904 an den Olympischen Spielen in St. Louis teil. Hier erreichte er im Leichtgewicht den zweiten Rang und sicherte sich somit ein Medaille. Später arbeitete er als Feuerwehrmann bei dem Columbus Fire Department.